# Cratere Yambika
Yambika  è un cratere sulla superficie di Venere.